# Дравич, Милена

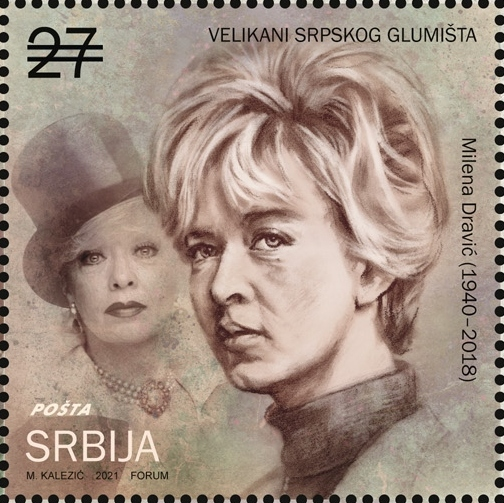
Почтовая марка Сербии 2021 года, посвящённая сербской и югославской актрисе театра и кино Милены Дравич

Милена Дравич (серб. Милена Дравић, 5 октября 1940, Белград — 14 октября 2018, там же) — югославская и сербская актриса театра и кино.

## Биография
В детстве Милена занималась танцами, в частности балетом, а в кино дебютировала в 1959 году. Первый успех пришёл к юной актрисе после участия в фильме Лишняя (1962). С 1971 года начала играть в белградском театре Мастерская 212, где стала принимать участие в пьесах Ведекинда, Хорвата, Ионеско, Душана Ковачевича и других известных драматургов. Также вела передачи на телевидении.
Была замужем три раза. Третьим мужем актрисы был сербский актёр Драган Николич.
78-летняя звезда югославского и сербского кино умерла 14 октября 2018 года от продолжительной болезни.

## Избранная фильмография
- 1962: Лишняя / Прекобројна (Бранко Бауэр; премия Золотая арена на КФ в Пуле)
- 1962: Козара / Козара (Велько Булайич)
- 1964: Destination Death (Вольфганг Штаудте)
- 1965: Человек не птица / Човек није тица (Душан Макавеев)
- 1965: Они шли за солдатами / Le Soldatesse (Валерио Дзурлини)
- 1966: Поглед у зјеницу сунца (Велько Булайич)
- 1967: Хасанагиница
- 1969: Битва на Неретве / Битка на Неретви (Велько Булайич)
- 1970: Наваждение по имени Анада / Touha zvaná Anada (Ян Кадар, Эльмар Клос; премия МКФ в Таормине за лучшую женскую роль)
- 1971: В. Р. Мистерии организма / Мистерије организма (Душан Макавеев)
- 1973: Сутьеска / Сутјеска
- 1973: Представление «Гамлета» в Мрдуше Доньей / Представа «Хамлета» у Мрдуши Доњој
- 1977: Групповой портрет с дамой / Gruppenbild mit Dame (Александр Петрович)
- 1980: Специальное лечение / Посебан третман (Горан Паскалевич; премия Каннского МКФ лучшей актрисе второго плана)
- 1985: С мужчинами нелегко / Није лако са мушкарцима
- 1988: Тёмная сторона Солнца / Тамна страна Сунца
- 1989 — Битва на Косовом поле
- 1992: Полицейский с Петушиного холма / Полицајац са Петловог брда
- 1997: Три летних дня / Три летња дана
- 1998: Пороховая бочка / Буре барута (Горан Паскалевич)
- 2001: Нормальные люди / Нормални људи (Олег Новкович)
- 2002: Зона Замфирова / Зона Замфирова
- 2008: Любовь и другие злодейства / Љубав и други злочини (Стефан Арсениевич)
- 2009: Святой Георгий убивает змия / Свети Георгије убива аждаху

## Признание
- Кинопремия Павле Вуйисича (1994).
- Театральная премия Жанки Стокич (2004).
- Золотая медаль «За заслуги» (2015, Сербия)[1].